# Trelawnyd and Gwaenysgor
Trelawnyd and Gwaenysgor (en anglais) ou Trelawnyd a Gwaenysgor (en gallois) est une communauté du Flintshire, au pays de Galles.

## Géographie
La communauté de Trelawnyd and Gwaenysgor est située dans le nord-ouest du Flintshire, à 5 km au sud-est de la ville de Prestatyn, dans le borough de comté de Conwy voisin. Comme son nom l'indique, elle comprend les villages de Trelawnyd et Gwaenysgor (en).

## Démographie
Au recensement de 2011, la communauté de Trelawnyd and Gwaenysgor comptait 820 habitants.